# 成廣澳天后宮
23°09′35″N 121°24′06″E / 23.159845°N 121.401585°E
成廣澳天后宮又稱為小港天后宮，為一間位於臺灣臺東縣成功鎮的廟宇。主祀海神媽祖，也同時祀有玄天上帝、觀音佛祖、岳武穆王、灶王爺、中壇元帥等神，是臺灣後山地區最早，也是臺東縣境內歷史最悠久的天后宮。農曆3月23日媽祖聖誕是成廣澳天后宮的主要祀典，另外，當天除酬神演戲外，也會有繞境竹湖、成功等地的慶祝活動。

## 沿革

### 清領時期
成廣澳天后宮是臺灣後山地區最早設立的媽祖廟，於清領時期1871年（同治10年），福建籍的劉進來，由彰化鹿港指派到後山擔任「通事」一職。而他當時所管轄區域約在目前成功鎮至長濱鄉樟原村之間。在派任前夕，劉進來認為，因為到任之路的路途艱辛，必須橫越中央山脈，加上當時後山被列為蠻荒未開發的區城，因此劉進來出發前，特地前往鹿港天后宮請媽祖隨身護行。
劉進來沿著總兵吳光亮所開鑿之中路，自埔里出發，翻越中央山脈後，來到現今的花蓮玉里，再經由安通行成廣澳道路翻越海岸山脈來到臺東的南竹湖部落。之後劉進來再將從鹿港請來的媽祖神像暫時安置在南竹湖。然而，當媽祖安置後，卻遭到當地原住民阿美族人的抗議，認為供奉媽祖與阿美族的信仰有所衝突，要求將媽祖請出部落外。劉進來左右兩難，這時，所幸一位平埔族群的婦女陳珠主動出面協助雙方調解，並向阿美族表示，媽祖像的威力僅在神像周圍的區城，並已用石頭鎮壓，才化解此次的衝突。
而協助調解雙方糾紛的平埔族人陳珠，也在這次事件後，成為劉進來的妻室。並於婚後隨劉進來遷至位在成廣澳的官舍，安置在南竹湖的媽祖也移到成廣澳街道後方的稻田上，之後又再遷至今成廣澳天后宮的現址興建廟宇。

### 日治時期
日治時期後期，由於日本政府實行皇民化政策，採取廢廟的政策，導致許多神像被移到海邊燒毀，成廣澳天后宮內的媽祖原先也差點被搬到海邊燒毀。然而，當地信眾為保護媽祖，因此在1940年，由成廣澳當地居民溫鼎貴將廟內的神像經由海運，送北上至基隆海邊的石洞內存放。
神像離開後的成廣澳天后宮，日本人將其進行改建，包括拆除屋頂、開鑿後窗、後門等以及修飾前門，改造成一間民眾聚會所，以利於直接在廟裡宣導政令或召開會議。

### 戰後時期
第二次世界大戰戰後，臺灣由國民政府接收，成廣澳地區原天后宮的信徒計畫前往基隆將媽祖像迎回。然而當前往接駕神像的信徒到達存放石洞後，卻意外發現洞內避難存放的媽祖像不只一尊，使得接駕的信眾摸不著頭緒無法分辨，原本信眾想透過擲筊來請示何尊為成廣澳媽祖，卻沒有答案。
當晚信眾入睡後，媽祖顯靈托夢指示，來自成廣澳的媽祖像兩頰上一顆黑痣，這尊便是正身。因此隔天信徒再次來到石洞查看每尊媽祖像，發現其中一尊媽祖像的臉上有黑點，走進一看竟是一隻蒼蠅停在上面，信眾認定這是媽祖意思，經擲筊請示無誤後，才將媽祖請回到成廣澳。
1949年，成廣澳地區發生大火，火勢延燒到天后宮，將茅草屋燒掉，災後信眾發願重建天后宮。並於隔年開始動工，將原本的建築修建成朱瓦燕尾的混凝土結構廟宇，屋頂斗拱的樑柱改用混凝土結構取代，而樑上的圖案因請不到臺灣西部的師傅到東部施作，因此雇用了成功基翬一帶的8名平埔族原住民來協助彩繪施作。1953年成廣澳天后宮復建完成。
1990年，再進行整修，廟方聘請來自臺中潭子的劉昌武協助整修天后宮，屋頂改為閩南式三川脊，正脊形式為燕尾翹翅飾雙龍朝三星。柱、樑，壁飾以泥塑雕會。

## 建築特色

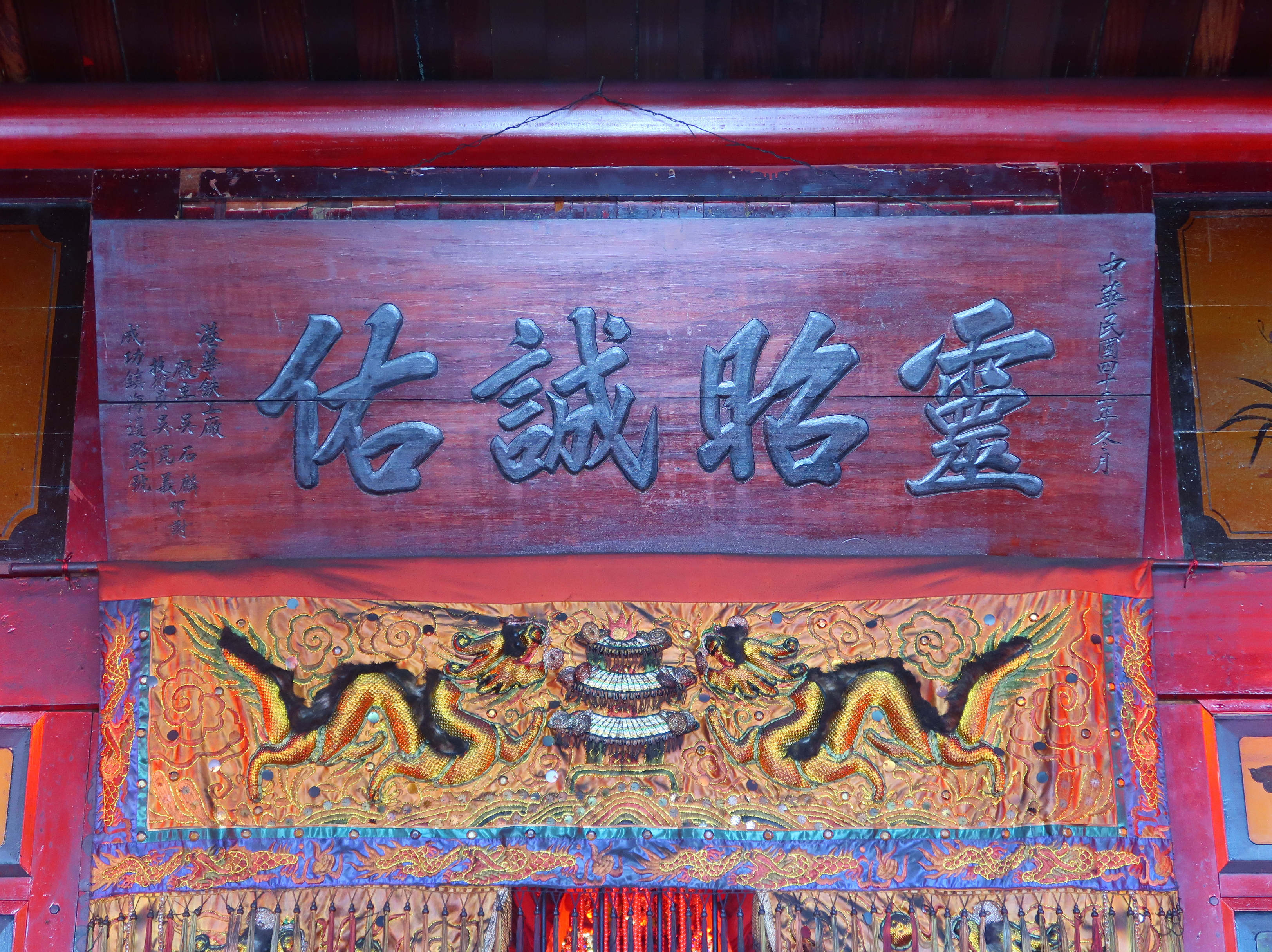
靈昭誠佑匾

### 結構
成廣澳天后宮於修建前，相較於其他的廟宇建築，屋頂斗拱的承載樑柱，並未使用木釘來釘牢，反而是以堆疊方式負荷重量。然而這項特色在經過結構整修後已經改為混凝土柱。

### 匾額
成廣澳天后宮正殿上方懸掛著「靈昭誠佑」四字匾額，與位於臺東市的臺東天后宮匾額相同，其原因在於，最初於清領時期，光緒皇帝賜與臺東天后宮的「靈昭誠佑」匾額經由船運至成廣澳後，再由陸路運抵臺東，然而匾額來到成廣澳時，運送人員疏失，直接將匾額送至成廣澳天后宮。後臺東天后宮許久未見匾額送抵，才又重新製作了一幅送至臺東天后宮。今日在成廣澳天后宮內的匾額是在1953年由港華鐵工廠製作後獻給成廣澳天后宮。

## 資料來源
1. 1 2 3 4  魏斌. . 臺東縣政府 臺東觀光網.   [2016-07-11]. （原始内容存档于2016-06-27） （中文（臺灣））.
2. ↑  . 東海岸國家風景區.   [2016-07-11] （中文（臺灣））.[]
3. 1 2 3 4 5 6 7 8 9 10 11 12 13 14 15 16 17 18 19  林建成. . 教育大市集.   [2016-07-11] （中文（臺灣））.[永久]
4. 1 2 3 4 5  許秀霞. . 秀威資訊. 2009-05-01  [2016-07-11] （中文（臺灣））.